# بوينت وينتشر (تكساس)
بوينت وينتشر (بالإنجليزية: Point Venture, Texas)‏ هي قرية (الولايات المتحدة الأمريكية) تقع في الولايات المتحدة في مقاطعة ترافيز (تكساس).